# اتسرسدورف، رولسدورف
اتسرسدورف (به آلمانی: Etzersdorf-Rollsdorf) یک منطقهٔ مسکونی در اتریش است که در وایتس واقع شده‌است. اتسرسدورف ۱۳٫۴۴ کیلومتر مربع مساحت دارد ۳۶۶ متر بالاتر از سطح دریا واقع شده‌است.